# Mikel Iturria Segurola
Mikel Iturria Segurola (Urnieta, Guipúscoa, 21 d'agost de 1989) és un ciclista basc, professional des del 2011 fins al 2024. En el seu palmarès destaca una victòria d'etapa a la Volta a Espanya de 2019. El seu darrer equip fou l'Euskaltel–Euskadi.

## Palmarès
- 2015
  - 1r al Trofeu Euskaldun
  - 1r a l'Aiztondo Klasica
  - 1r a la Volta a Navarra
  - Vencedor d'una etapa a la Volta a Toledo
- 2019
  - Vencedor d'una etapa a la Volta a Espanya

### Resultats a la Volta a Espanya
- 2018. 103è de la classificació general
- 2019. 87è de la classificació general. Vencedor d'una etapa
- 2021. 60è de la classificació general
- 2022. 93è de la classificació general